# 멜버른성

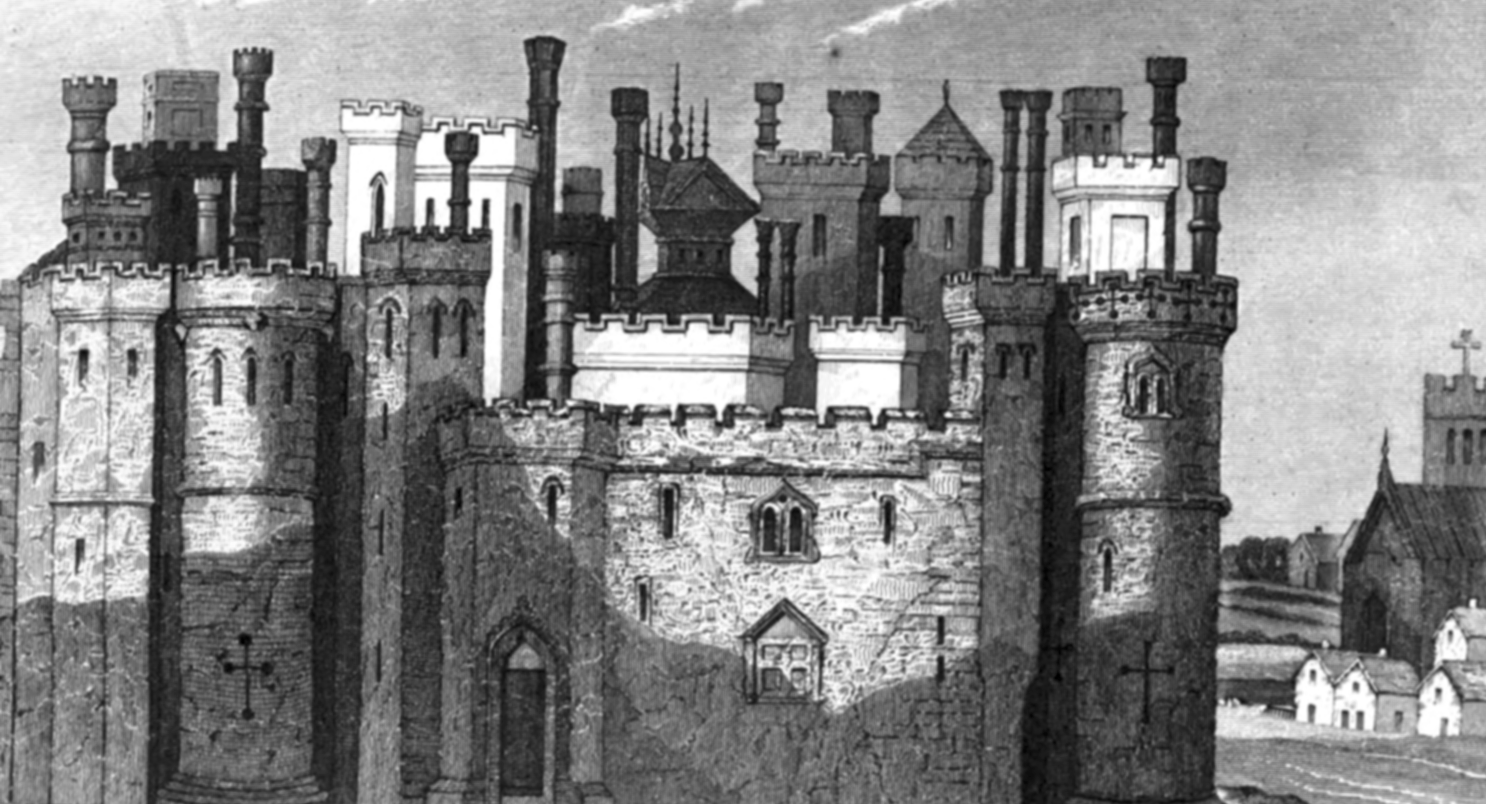

멜버른성(Melbourne Castle)은 더비셔주 멜버른에 있는 중세 성이었다. 이 건물은 존 왕 통치 기간에 인근 왕실 공원에서 사냥을 하는 귀족들에게 숙소를 제공했던 초기 왕실 저택 부지에 지어졌다. 성 건설은 제2대 랭커스터 백작 토머스 플랜태저넷이 1311년에 시작하여 그가 처형되기 직전인 1322년까지 계속되었지만 공사는 완전히 완료되지 않았다.
14세기 초부터 멜버른 성은 주로 랭커스터 백작과 공작, 즉 왕가의 소유였다. 특히 제1대 랭커스터 공작 곤트의 존에 의해 개선 및 수리가 이루어졌으며 건물은 15세기와 16세기 초에 걸쳐 일반적으로 양호한 상태를 유지했다. 부르봉 공작 존 1세(John I, Duke of Bourbon)는 1415년 아긴쿠르 전투에서 포로가 된 후 19년 동안 멜버른에 갇혀 있었고, 이 성은 스코틀랜드의 여왕 메리가 투트베리성에 투옥될 가능성이 있는 감옥으로 간주되었다.
성은 엘리자베스 1세의 통치 말기에 쇠퇴했다. 석조물은 견고했지만 최소한의 유지 관리로 인해 구조의 다른 부분이 크게 악화되었다. 이 저택은 1604년에 애쉬비드라주크(Ashby-de-la-Zouch) 근처에 자신의 성을 갖고 있던 제5대 헌팅던 백작 헨리 헤이스팅스(Henry Hastings, 5th Earl of Huntingdon)이 구입했다. 그 후 멜버른 부지는 철거되어 건축 자재 공급원으로 사용되었다. 오늘날 멜버른 성에 남아 있는 것은 길이가 약 15m(49피트), 높이가 4m(13피트)인 성벽 부분과 일부 기초뿐이다. 이전 건물의 내부 배치에 대해서는 알려진 바가 없다. 유적은 등급 II로 등재되어 있으며 해당 장소는 예정된 기념물이다. 성 유적에는 일반인이 접근할 수 없다.